# Fortino Hipólito Vera y Talonia

Épitaphe sur la tombe de Fortino Hipólito Vera y Talonia

Fortino Hipólito Vera y Talonia (né le 12 août 1834 à Santiago Tequixquiac et mort le 22 septembre 1898 à Cuernavaca) est un évêque, philosophe, historien et écrivain mexicain.

## Biographie
Prêtre catholique défenseur des apparitions de la Vierge de Guadalupe, Fortino Hipólito Vera y Talonia fut prélat de la Collégiale de Guadalupe à Mexico et premier évêque du diocèse de Cuernavaca.
Il est ordonné prêtre en décembre 1857 Vera y Talonia et est d’abord affecté à Totolapan (en) et Atlatlahuacan (en).
Le 3 juillet 1894, le pape Léon XIII le nomme évêque de Cuernavaca. L'archevêque d'Antequera, Eulogio Gillow y Zavalza (es), l'ordonne évêque le 29 juillet de la même année ; Le co-consécrateur était l'évêque de Querétaro, Rafael Sabás Camacho y García (es).
Fortino Hipólito Vera y Talonia a fondé le séminaire de Cuernavaca.

## Publications
- Apuntamientos históricos de los concilios provinciales mexicanos y privilegios de América. Estudios previos al Primer Concilio Provincial de Antquera
- Biografía del Ilmo
- Señor Alcaldo
- Historia del primer concilio de Antequera
- Contestación histórico crítica en defensa de la maravillosa aparición de la Santísima Virgen de Guadalupe, al anónimo intitulado Exquisitio Historica y a otro anónimo también que se dice Libro de Sensación
- Tesoro Guadalupano, Noticia de los Libros, Documentos, Inscripciones, que tratan, mencionan o aluden a la Aparición y Devoción de Nuestra Señora de Guadalupe
- Catecismo geográfico-histórico-estadístico de la iglesia mexicana
- Colección de documentos eclesiásticos de México : o sea Antigua y moderna legislación de la Iglesia mexicana
- Escritores eclesiásticos de México, o bibliografía histórica eclesiástica mexicana
- Informaciones sobre la milagrosa aparición de la Santísima Virgen de Guadalupe, recibidas en 1666 y 1723
- Itinerario parroquial del Arzobispado de México y reseña histórica, geográfica y estadística de las Parroquias del mismo Arzobispado
- La milagrosa aparición de Nuestra Señora de Guadalupe,comprobada por una información levantada en el siglo XVI contra los enemigos de tan asombroso acontecimiento.

## Crédit d'auteurs
- (it) Cet article est partiellement ou en totalité issu de l’article de Wikipédia en italien intitulé « Fortino Hipóito Vera Talonia » (voir la liste des auteurs).